# Liste in der Zentralafrikanischen Republik vorhandener Dampflokomotiven
Dies ist eine Liste erhaltener Dampflokomotiven auf dem Gebiet der Zentralafrikanischen Republik.

## Lokomotiven mit 600 mm
| Foto | Nummer oder Name | Bauart / Achsfolge | Hersteller               | Fabrik-nr. | Baujahr | Historie | Eigentümer / Betreiber / Strecke | Bemerkungen |
| ---- | ---------------- | ------------------ | ------------------------ | ---------- | ------- | -------- | -------------------------------- | ----------- |
|      | CGTA No. 031     | C1                 | Orenstein & Koppel       | 11781      | 1929    |          | Shed, Zinga                      | [ 1 ]       |
|      | CGTA No. 040     | D                  | Henschel & Sohn (Kassel) | 15542      | 1917    |          | Shed, Zinga                      | [ 2 ]       |